# Ice Ice Baby
Ice Ice Baby è un singolo hip hop scritto da Vanilla Ice e DJ Earthquake. Il brano contiene un campionamento della linea di basso di Under Pressure dei Queen (in collaborazione con David Bowie): in origine non furono inseriti nei crediti, ma vennero aggiunti in seguito dopo il successo riscosso dal brano del rapper. Inizialmente contenuto nell'album d'esordio Hooked del 1989 e successivamente in quello del debutto nazionale del 1990, To the Extreme, venne riproposta in versione remix negli album Platinum Underground e Vanilla Ice Is Back!. Una versione dal vivo è stata incisa nell'album Extremely Live, mentre una versione rap metal è contenuta nell'album Hard to Swallow con il titolo Too Cold.
Ice Ice Baby fu pubblicato originariamente come lato B della cover di Play That Funky Music realizzata da Vanilla Ice, ma non ebbe un successo immediato (che ottenne invece solo in un secondo momento). È stato il primo singolo hip hop a raggiungere la vetta delle classifiche Billboard, piazzandosi al 1º posto in quelle di Australia, Belgio, Paesi Bassi, Nuova Zelanda e Regno Unito; inoltre, è stata classificata al 5º posto nella lista 50 Most Awesomely Bad Songs Ever redatta nel 2004 da VH1  e Blender.
Infine, assieme a ReAnimator, Gigi D'Agostino riprese il brano nel 2000 in una nuova versione trance remix.